# معاهدة عدم اعتداء

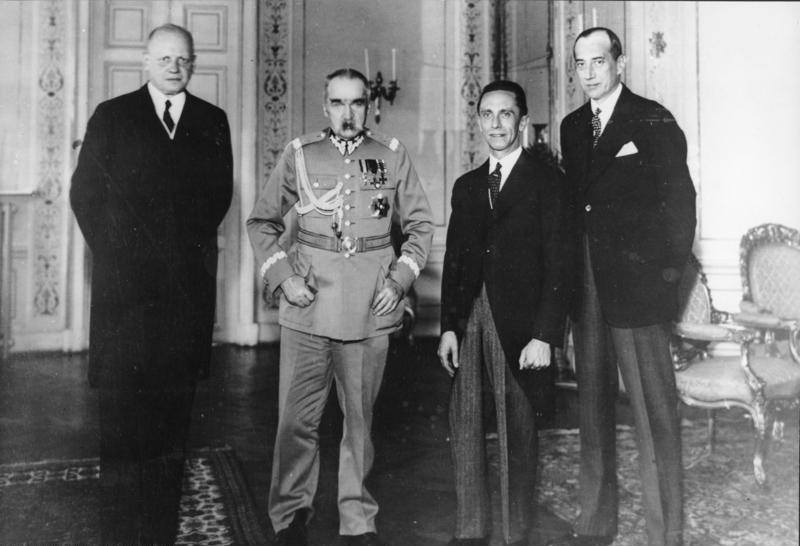

معاهدة عدم اعتداء (بالإنجليزية: non-aggression pact or neutrality pact)‏ هي معاهدة دولية تبرم بين بلدين أو أكثر يتعاهد بموجبها الأطراف المشاركون في المعاهدة على تجنب الحرب أو الصراع المسلح في ما بينهم وحل نزاعاتهم من خلال المحادثات السلمية. في بعض الأحيان معاهدات كهذه تنص على تجنب الحرب حتى ولو كان أطراف المعاهدة يحاربون أطراف خارج المعاهدة مثل حلفاء الدول المشاركة بالمعاهدة.
كانت معاهدات عدم الاعتداء شائعة دوليا في عشرينيات وثلاثينيات القرن العشرين لكنها قلت بشكل كبير بعد الحرب العالمية الثانية. ويرجع ذلك إلى أن تطبيق أحكام معاهدة عدم الاعتداء يعتمد على حسن النوايا بين أطراف المعاهدة ولذلك أصبحت الدول تميل إلى إبرام اتفاقات أمنية متعدد الأطراق للأمن الجماعي مثل حلف الناتو وحلف وارسو و حلف سياتو وحلف أنزوس.